# João Félix
João Félix Sequeira (Viseu, 10. studenoga 1999.), poznatiji kao João Félix, portugalski nogometaš koji igra na poziciji napadača. Trenutačno igra za Al Nassr i portugalsku nogometnu reprezentaciju. 
Igrao je u Portovim mlađim uzrastima dok ga nije u 2015. godini uzela Benfica.  
Godinu dana kasnije počeo je igrati za rezervnu momčad, a u 2018. godini promaknut je u prvi tim, profesionalno je debitirao s 18 godina. Pomogao je Benfici da osvoji naslov prvaka u svojoj prvoj i jedinoj sezoni s njih, i proglašena je najboljim mladim igračem godine Primeira Lige. U svijetu je postao najmlađi igrač koji je postigao hat-trick u UEFA Europskoj ligi, s 19 godina.
Nastupi Félixa potaknuli su interes nekoliko europskih klubova, a Atlético Madrid potpisao ga je 2019. za transfer kluba u vrijednosti od 126 milijuna eura (113 milijuna funti), četvrti najskuplji nogometni transfer, drugi po veličini plaćeni tinejdžer i najveći iznos za portugalskog igrača koji napušta domaću ligu.